# جهران (السدة)

تعديل مصدري - تعديل

جهران محلة تابعة لقرية الاحواد، التابعة لعزلة الاعماس بمديرية السدة إحدى مديريات محافظة إب في الجمهورية اليمنية.، بلغ تعداد سكانها 119 حسب تعداد اليمن لعام 2004.